# Khartoum Stock Exchange

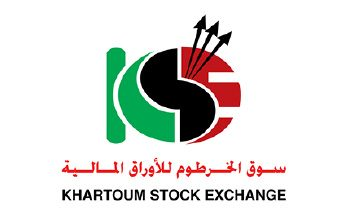

Die Khartoum Stock Exchange ist die wichtigste Wertpapierbörse des Sudan. Sie befindet sich in Khartum und wird mit KSE abgekürzt.

## Geschichte
Die Idee eines Handelsplatzes wurde 1962 vom Finanzministerium, der Bank of Sudan und der International Finance Corporation (IFC) erstmals geäußert. 1964 wurde innerhalb der Bank of Sudan eine Abteilung für Staatsanleihen zur Ausgabe von Anleihen eingerichtet.
Im Jahr 1966 wurden die ersten Staatsanleihen mit einem Nennwert von 15 Mio. £ und einer Laufzeit von zehn Jahren ausgegeben. Das Gesetz von 1982 zur Einrichtung einer vollumfänglichen Börse hatte keinen Erfolg. Allerdings wurde 1992 ein wichtiger Schritt zur Gründung des Handelsplatzes unternommen, der zur Gründung des KSE-Vorstands führte. Im Jahr 1994 erhielt die KSE nach der Verabschiedung des KSE-Gesetzes seine unabhängige juristische Körperschaft. Im Jahr 1994 begannen die Primärmarktaktivitäten und der Sekundärmarkt startete Anfang 1995. Die Listung börsennotierter Unternehmen begann im Jahr 1999. Im Jahr 2001 wurden Shahama-Zertifikate in der KSE eingeführt. Der Khartum-Index wurde 2003 eingeführt. Im Jahr 2007 trat die KSE der Africa Market Union bei. Während die KSE in den letzten Jahren rasant gewachsen ist und 53 börsennotierte Unternehmen im Wert von rund 5 Milliarden Dollar führt, ist die Börse von Sonntag bis Donnerstag nur eine Stunde am Tag geöffnet. Seit 2016 wird zusätzlich auch ein elektronisches Handelssystem angeboten.

## Indizes
Der wichtigste Aktienindex der KSE ist der Khartoum Index.

## Mitgliedschaften
Sie ist Mitglied von:
- African Securities Exchanges Association
- Arab Federation of Exchanges[4]